# Lista foștilor membri ai Camerei Reprezentanților Statelor Unite ale Americii: K
Această este o listă a foștilor membri ai Camerei Reprezentanților Statelor Unite ale Americii al căror nume de familie începe cu litera K.
| Reprezentant            | Ani                             | Stat           | Partid                        |
| ----------------------- | ------------------------------- | -------------- | ----------------------------- |
| Charles A. Kading       | 1927-1933                       | Wisconsin      | Republican                    |
| Florence Kahn           | 1925-1936                       | California     | Republican                    |
| Julius Kahn             | 1899-1903, 1905-1924            | California     | Republican                    |
| Martin Kalbfleisch      | 1863-1865                       | New York       | Democrat                      |
| Nicholas T. Kane        | 1887                            | New York       | Democrat                      |
| Charles A. Karch        | 1931-1932                       | Illinois       | Democrat                      |
| Raymond W. Karst        | 1949-1951                       | Missouri       | Democrat                      |
| Frank M. Karsten        | 1947-1969                       | Missouri       | Democrat                      |
| Joseph Karth            | 1959-1977                       | Minnesota      | Democrat-Țărănist-Muncitoresc |
| George A. Kasem         | 1959-1961                       | California     | Democrat                      |
| John Kasich             | 1983-2001                       | Ohio           | Republican                    |
| John A. Kasson          | 1863-1867, 1873-1877, 1881-1884 | Iowa           | Republican                    |
| Bob Kasten              | 1975-1979                       | Wisconsin      | Republican                    |
| Robert Kastenmeier      | 1959-1991                       | Wisconsin      | Democrat                      |
| David S. Kaufman        | 1846-1851                       | Texas          | Democrat                      |
| Edward Kavanagh         | 1831-1835                       | Maine          | Democrat                      |
| Will Kirk Kaynor        | 1929                            | Massachusetts  | Republican                    |
| Abraham Kazen           | 1967-1985                       | Texas          | Democrat                      |
| John Kean               | 1883-1885, 1887-1889            | New Jersey     | Republican                    |
| Robert Kean             | 1939-1959                       | New Jersey     | Republican                    |
| Bernard W. Kearney      | 1943-1959                       | New York       | Republican                    |
| Carroll D. Kearns       | 1947-1963                       | Pennsylvania   | Republican                    |
| Charles C. Kearns       | 1915-1931                       | Ohio           | Republican                    |
| Edward Keating          | 1913-1919                       | Colorado       | Democrat                      |
| Kenneth Keating         | 1947-1959                       | New York       | Republican                    |
| William J. Keating      | 1971-1974                       | Ohio           | Republican                    |
| Elizabeth Kee           | 1951-1965                       | West Virginia  | Democrat                      |
| James Kee               | 1965-1973                       | West Virginia  | Democrat                      |
| John Kee                | 1933-1951                       | West Virginia  | Democrat                      |
| Frank Bateman Keefe     | 1939-1951                       | Wisconsin      | Republican                    |
| Russell W. Keeney       | 1957-1958                       | Illinois       | Republican                    |
| Richard Keese           | 1827-1829                       | New York       | Democrat                      |
| Estes Kefauver          | 1939-1949                       | Tennessee      | Democrat                      |
| James Nicholas Kehoe    | 1901-1905                       | Kentucky       | Democrat                      |
| Walter Kehoe            | 1917-1919                       | Florida        | Democrat                      |
| Edward C. Kehr          | 1875-1877                       | Missouri       | Democrat                      |
| J. Warren Keifer        | 1877-1885, 1905-1911            | Ohio           | Republican                    |
| Edwin W. Keightley      | 1877-1879                       | Michigan       | Republican                    |
| George May Keim         | 1838-1843                       | Pennsylvania   | Democrat                      |
| William High Keim       | 1858-1859                       | Pennsylvania   | Republican                    |
| Abraham L. Keister      | 1913-1917                       | Pennsylvania   | Republican                    |
| Hastings Keith          | 1959-1973                       | Massachusetts  | Republican                    |
| Laurence M. Keitt       | 1853-1856, 1856-1860            | South Carolina | Democrat                      |
| John A. Keliher         | 1903-1911                       | Massachusetts  | Democrat                      |
| Kent E. Keller          | 1931-1941                       | Illinois       | Democrat                      |
| Oscar Keller            | 1919-1927                       | Minnesota      | Republican                    |
| Augustine B. Kelley     | 1941-1957                       | Pennsylvania   | Democrat                      |
| Harrison Kelley         | 1889-1891                       | Kansas         | Republican                    |
| John Edward Kelley      | 1897-1899                       | South Dakota   | Populist                      |
| Patrick H. Kelley       | 1913-1923                       | Michigan       | Republican                    |
| William D. Kelley       | 1861-1890                       | Pennsylvania   | Republican                    |
| Charles Kellogg         | 1825-1827                       | New York       | Democrat                      |
| Francis William Kellogg | 1859-1865                       | Michigan       | Republican                    |
| Francis William Kellogg | 1868-1869                       | Alabama        | Republican                    |
| Orlando Kellogg         | 1847-1849                       | New York       | Whig                          |
| Orlando Kellogg         | 1863-1865                       | New York       | Republican                    |
| Stephen W. Kellogg      | 1869-1875                       | Connecticut    | Republican                    |
| William Kellogg         | 1857-1863                       | Illinois       | Republican                    |
| William P. Kellogg      | 1883-1885                       | Louisiana      | Republican                    |
| Edna F. Kelly           | 1949-1969                       | New York       | Democrat                      |
| Edward A. Kelly         | 1931-1943, 1945-1947            | Illinois       | Democrat                      |
| George B. Kelly         | 1937-1939                       | New York       | Democrat                      |
| James Kelly             | 1805-1809                       | Pennsylvania   | Federalist                    |
| John Kelly              | 1855-1858                       | New York       | Democrat                      |
| M. Clyde Kelly          | 1913-1915                       | Pennsylvania   | Republican                    |
| M. Clyde Kelly          | 1917-1919                       | Pennsylvania   | Progresist                    |
| M. Clyde Kelly          | 1919-1935                       | Pennsylvania   | Republican                    |
| Richard Kelly           | 1975-1981                       | Florida        | Republican                    |
| Sue W. Kelly            | 1995-2007                       | New York       | Republican                    |
| William H. Kelsey       | 1855-1857                       | New York       | Opoziționist                  |
| William H. Kelsey       | 1857-1859, 1867-1871            | New York       | Republican                    |
| John R. Kelso           | 1865-1867                       | Missouri       | Independent Republican        |
| Omer Madison Kem        | 1891-1897                       | Nebraska       | Populist                      |
| Gouverneur Kemble       | 1837-1841                       | New York       | Democrat                      |
| Bolivar E. Kemp         | 1925-1933                       | Louisiana      | Democrat                      |
| Jack Kemp               | 1971-1989                       | New York       | Republican                    |
| Thomas Kempshall        | 1839-1841                       | New York       | Whig                          |
| Thomas Kenan            | 1805-1811                       | North Carolina | Democrat-Republican           |
| Charles West Kendall    | 1871-1875                       | Nevada         | Democrat                      |
| Elva R. Kendall         | 1929-1931                       | Kentucky       | Republican                    |
| John W. Kendall         | 1891-1892                       | Kentucky       | Democrat                      |
| Jonas Kendall           | 1819-1821                       | Massachusetts  | Federalist                    |
| Joseph G. Kendall       | 1829-1833                       | Massachusetts  | Național Republican           |
| Joseph M. Kendall       | 1892-1893, 1895-1897            | Kentucky       | Democrat                      |
| Nathan E. Kendall       | 1909-1913                       | Iowa           | Republican                    |
| Samuel A. Kendall       | 1919-1933                       | Pennsylvania   | Republican                    |
| John E. Kenna           | 1877-1883                       | West Virginia  | Democrat                      |
| Ambrose Kennedy         | 1913-1923                       | Rhode Island   | Republican                    |
| Ambrose J. Kennedy      | 1932-1941                       | Maryland       | Democrat                      |
| Andrew Kennedy          | 1841-1847                       | Indiana        | Democrat                      |
| Charles A. Kennedy      | 1907-1921                       | Iowa           | Republican                    |
| James Kennedy           | 1903-1911                       | Ohio           | Republican                    |
| John F. Kennedy         | 1947-1953                       | Massachusetts  | Democrat                      |
| John L. Kennedy         | 1905-1907                       | Nebraska       | Republican                    |
| John P. Kennedy         | 1838-1839, 1841-1845            | Maryland       | Whig                          |
| Joseph P. Kennedy II    | 1987-1999                       | Massachusetts  | Democrat                      |
| Mark Kennedy            | 2001-2007                       | Minnesota      | Republican                    |
| Martin J. Kennedy       | 1930-1945                       | New York       | Democrat                      |
| Michael J. Kennedy      | 1939-1943                       | New York       | Democrat                      |
| Robert P. Kennedy       | 1887-1891                       | Ohio           | Republican                    |
| William Kennedy         | 1803-1805, 1809-1811, 1813-1815 | North Carolina | Democrat-Republican           |
| William Kennedy         | 1913-1915                       | Connecticut    | Democrat                      |
| Barbara Kennelly        | 1981-1999                       | Connecticut    | Democrat                      |
| Luther M. Kennett       | 1855-1857                       | Missouri       | Opoziționist                  |
| Edward A. Kenney        | 1933-1938                       | New Jersey     | Democrat                      |
| William Kennon, Jr.     | 1847-1849                       | Ohio           | Democrat                      |
| William Kennon, Sr.     | 1829-1833, 1835-1837            | Ohio           | Democrat                      |
| Everett Kent            | 1923-1925, 1927-1929            | Pennsylvania   | Democrat                      |
| Joseph Kent             | 1811-1815, 1819-1825            | Maryland       | Democrat-Republican           |
| Joseph Kent             | 1825-1826                       | Maryland       | Național Republican           |
| Moss Kent               | 1813-1817                       | New York       | Federalist                    |
| William Kent            | 1911-1913                       | California     | Progresist Republican         |
| William Kent            | 1913-1917                       | California     | Independent                   |
| William S. Kenyon       | 1859-1861                       | New York       | Republican                    |
| Eugene J. Keogh         | 1937-1967                       | New York       | Democrat                      |
| Frederick J. Kern       | 1901-1903                       | Illinois       | Democrat                      |
| Francis Kernan          | 1863-1865                       | New York       | Democrat                      |
| Brian D. Kerns          | 2001-2003                       | Indiana        | Republican                    |
| Daniel Kerr             | 1887-1891                       | Iowa           | Republican                    |
| James Kerr              | 1889-1891                       | Pennsylvania   | Democrat                      |
| John Kerr               | 1813-1815, 1815-1817            | Virginia       | Democrat-Republican           |
| John Bozman Kerr        | 1849-1851                       | Maryland       | Whig                          |
| John H. Kerr            | 1923-1953                       | North Carolina | Democrat                      |
| John Leeds Kerr         | 1825-1829, 1831-1833            | Maryland       | Național Republican           |
| John Kerr, Jr.          | 1853-1855                       | North Carolina | Whig                          |
| Josiah Kerr             | 1900-1901                       | Maryland       | Republican                    |
| Michael C. Kerr         | 1865-1873, 1875-1876            | Indiana        | Democrat                      |
| Winfield S. Kerr        | 1895-1901                       | Ohio           | Republican                    |
| James Kerrigan          | 1861-1863                       | New York       | Independent Democrat          |
| John Kershaw            | 1813-1815                       | South Carolina | Democrat-Republican           |
| Charles J. Kersten      | 1947-1949, 1951-1955            | Wisconsin      | Republican                    |
| John C. Ketcham         | 1921-1933                       | Michigan       | Republican                    |
| John H. Ketcham         | 1865-1873, 1877-1893, 1897-1906 | New York       | Republican                    |
| William M. Ketchum      | 1973-1978                       | California     | Republican                    |
| Winthrop W. Ketchum     | 1875-1876                       | Pennsylvania   | Republican                    |
| William Kettner         | 1913-1921                       | California     | Democrat                      |
| John A. Key             | 1913-1919                       | Ohio           | Democrat                      |
| Philip Key              | 1791-1793                       | Maryland       | Pro-Administrație             |
| Philip Barton Key       | 1807-1813                       | Maryland       | Federalist                    |
| Elias Keyes             | 1821-1823                       | Vermont        | Democrat-Republican           |
| Martha Elizabeth Keys   | 1975-1979                       | Kansas         | Democrat                      |
| David Kidder            | 1823-1827                       | Maine          | Național Republican           |
| Zedekiah Kidwell        | 1853-1857                       | Virginia       | Democrat                      |
| Andrew Kiefer           | 1893-1897                       | Minnesota      | Republican                    |
| Charles E. Kiefner      | 1925-1927, 1929-1931            | Missouri       | Republican                    |
| Edgar R. Kiess          | 1913-1930                       | Pennsylvania   | Republican                    |
| James Kilbourne         | 1813-1817                       | Ohio           | Democrat-Republican           |
| Clarence E. Kilburn     | 1940-1965                       | New York       | Republican                    |
| Paul J. Kilday          | 1939-1961                       | Texas          | Democrat                      |
| Constantine B. Kilgore  | 1887-1895                       | Texas          | Democrat                      |
| Daniel Kilgore          | 1834-1838                       | Ohio           | Democrat                      |
| David Kilgore           | 1857-1861                       | Indiana        | Republican                    |
| Joe M. Kilgore          | 1955-1965                       | Texas          | Democrat                      |
| Joseph Kille            | 1839-1841                       | New Jersey     | Democrat                      |
| John W. Killinger       | 1859-1863, 1871-1875, 1877-1881 | Pennsylvania   | Republican                    |
| Jay Kim                 | 1993-1999                       | California     | Republican                    |
| Alanson M. Kimball      | 1875-1877                       | Wisconsin      | Republican                    |
| Henry M. Kimball        | 1935                            | Michigan       | Republican                    |
| William P. Kimball      | 1907-1909                       | Kentucky       | Democrat                      |
| William Kimmel          | 1877-1881                       | Maryland       | Democrat                      |
| John Kincaid            | 1829-1831                       | Kentucky       | Democrat                      |
| David H. Kincheloe      | 1915-1930                       | Kentucky       | Democrat                      |
| George J. Kindel        | 1913-1915                       | Colorado       | Democrat                      |
| Tom Kindness            | 1975-1987                       | Ohio           | Republican                    |
| John J. Kindred         | 1911-1913, 1921-1929            | New York       | Democrat                      |
| Adam King               | 1827-1833                       | Pennsylvania   | Democrat                      |
| Andrew King             | 1871-1873                       | Missouri       | Democrat                      |
| Austin A. King          | 1863-1865                       | Missouri       | Unionist                      |
| Carleton J. King        | 1961-1974                       | New York       | Republican                    |
| Cecil R. King           | 1942-1969                       | California     | Democrat                      |
| Cyrus King              | 1813-1817                       | Massachusetts  | Federalist                    |
| Daniel P. King          | 1843-1850                       | Massachusetts  | Whig                          |
| David S. King           | 1959-1963, 1965-1967            | Utah           | Democrat                      |
| Edward John King        | 1915-1929                       | Illinois       | Republican                    |
| George Gordon King      | 1849-1853                       | Rhode Island   | Whig                          |
| Henry King              | 1831-1835                       | Pennsylvania   | Democrat                      |
| J. Floyd King           | 1879-1887                       | Louisiana      | Democrat                      |
| James G. King           | 1849-1851                       | New Jersey     | Whig                          |
| John King               | 1831-1833                       | New York       | Democrat                      |
| John Alsop King         | 1849-1851                       | New York       | Whig                          |
| Karl C. King            | 1951-1957                       | Pennsylvania   | Republican                    |
| Perkins King            | 1829-1831                       | New York       | Democrat                      |
| Preston King            | 1843-1847                       | New York       | Democrat                      |
| Preston King            | 1849-1853                       | New York       | Free Soiler                   |
| Rufus H. King           | 1855-1857                       | New York       | Opoziționist                  |
| Thomas Butler King      | 1839-1843, 1845-1850            | Georgia        | Whig                          |
| William H. King         | 1897-1899, 1900-1901            | Utah           | Democrat                      |
| William R. King         | 1811-1816                       | North Carolina | Democrat-Republican           |
| William S. King         | 1875-1877                       | Minnesota      | Republican                    |
| Moses Kinkaid           | 1903-1922                       | Nebraska       | Republican                    |
| Eugene F. Kinkead       | 1909-1915                       | New Jersey     | Democrat                      |
| George L. Kinnard       | 1833-1836                       | Indiana        | Democrat                      |
| Thomas Kinsella         | 1871-1873                       | New York       | Democrat                      |
| Charles Kinsey          | 1817-1819, 1820-1821            | New Jersey     | Democrat-Republican           |
| William M. Kinsey       | 1889-1891                       | Missouri       | Republican                    |
| Martin Kinsley          | 1819-1821                       | Massachusetts  | Democrat-Republican           |
| J. Roland Kinzer        | 1930-1947                       | Pennsylvania   | Republican                    |
| George W. Kipp          | 1907-1909, 1911                 | Pennsylvania   | Democrat                      |
| Andrew J. Kirk          | 1926-1927                       | Kentucky       | Republican                    |
| Joseph Kirkland         | 1821-1823                       | New York       | Federalist                    |
| Littleton Kirkpatrick   | 1843-1845                       | New Jersey     | Democrat                      |
| Sanford Kirkpatrick     | 1913-1915                       | Iowa           | Democrat                      |
| Snyder S. Kirkpatrick   | 1895-1897                       | Kansas         | Republican                    |
| William Kirkpatrick     | 1807-1809                       | New York       | Democrat-Republican           |
| William H. Kirkpatrick  | 1921-1923                       | Pennsylvania   | Republican                    |
| William S. Kirkpatrick  | 1897-1899                       | Pennsylvania   | Republican                    |
| Dorrance Kirtland       | 1817-1819                       | New York       | Democrat-Republican           |
| Michael Kirwan          | 1937-1970                       | Ohio           | Democrat                      |
| John Kissel             | 1921-1923                       | New York       | Republican                    |
| Aaron Kitchell          | 1791-1793, 1795                 | New Jersey     | Pro-Administrație             |
| Aaron Kitchell          | 1795-1797                       | New Jersey     | Federalist                    |
| Aaron Kitchell          | 1799-1801                       | New Jersey     | Democrat-Republican           |
| Bethuel Kitchen         | 1867-1869                       | West Virginia  | Republican                    |
| Wade H. Kitchens        | 1937-1941                       | Arkansas       | Democrat                      |
| Alvin Paul Kitchin      | 1957-1963                       | North Carolina | Democrat                      |
| Claude Kitchin          | 1901-1923                       | North Carolina | Democrat                      |
| William H. Kitchin      | 1879-1881                       | North Carolina | Democrat                      |
| William Walton Kitchin  | 1897-1909                       | North Carolina | Democrat                      |
| John W. Kittera         | 1791-1795                       | Pennsylvania   | Pro-Administrație             |
| John W. Kittera         | 1795-1801                       | Pennsylvania   | Federalist                    |
| Thomas Kittera          | 1826-1827                       | Pennsylvania   | Național Republican           |
| George W. Kittredge     | 1853-1855                       | New Hampshire  | Democrat                      |
| Richard M. Kleberg      | 1931-1945                       | Texas          | Democrat                      |
| Rudolph Kleberg         | 1896-1903                       | Texas          | Democrat                      |
| Jerry Kleczka           | 1984-2005                       | Wisconsin      | Democrat                      |
| John C. Kleczka         | 1919-1923                       | Wisconsin      | Republican                    |
| Arthur George Klein     | 1941-1945, 1946-1956            | New York       | Democrat                      |
| Herbert Klein           | 1993-1995                       | New Jersey     | Democrat                      |
| John J. Kleiner         | 1883-1887                       | Indiana        | Democrat                      |
| Thomas S. Kleppe        | 1967-1971                       | North Dakota   | Republican                    |
| Frank B. Klepper        | 1905-1907                       | Missouri       | Republican                    |
| Ardolph Loges Kline     | 1921-1923                       | New York       | Republican                    |
| I. Clinton Kline        | 1921-1923                       | Pennsylvania   | Republican                    |
| Marcus C.L. Kline       | 1903-1907                       | Pennsylvania   | Democrat                      |
| John Klingensmith, Jr.  | 1835-1839                       | Pennsylvania   | Democrat                      |
| Ron Klink               | 1993-2001                       | Pennsylvania   | Democrat                      |
| Frank L. Kloeb          | 1933-1937                       | Ohio           | Democrat                      |
| Robert Klotz            | 1879-1883                       | Pennsylvania   | Democrat                      |
| John C. Kluczynski      | 1951-1975                       | Illinois       | Democrat                      |
| Scott L. Klug           | 1991-1999                       | Wisconsin      | Republican                    |
| Theodore F. Kluttz      | 1899-1905                       | North Carolina | Democrat                      |
| Anthony L. Knapp        | 1861-1865                       | Illinois       | Democrat                      |
| Charles Knapp           | 1869-1871                       | New York       | Republican                    |
| Charles J. Knapp        | 1889-1891                       | New York       | Republican                    |
| Charles L. Knapp        | 1901-1911                       | New York       | Republican                    |
| Chauncey L. Knapp       | 1855-1857                       | Massachusetts  | American                      |
| Chauncey L. Knapp       | 1857-1859                       | Massachusetts  | Republican                    |
| Robert M. Knapp         | 1873-1875, 1877-1879            | Illinois       | Democrat                      |
| Herman Knickerbocker    | 1809-1811                       | New York       | Federalist                    |
| Frank C. Kniffin        | 1931-1939                       | Ohio           | Democrat                      |
| Charles L. Knight       | 1921-1923                       | Ohio           | Republican                    |
| Jonathan Knight         | 1855-1857                       | Pennsylvania   | Opoziționist                  |
| Nehemiah Knight         | 1803-1808                       | Rhode Island   | Democrat-Republican           |
| Philip Knopf            | 1903-1909                       | Illinois       | Republican                    |
| J. Proctor Knott        | 1867-1871, 1875-1883            | Kentucky       | Democrat                      |
| Joseph R. Knowland      | 1903-1914                       | California     | Republican                    |
| Freeman T. Knowles      | 1897-1899                       | South Dakota   | Populist                      |
| Ebenezer Knowlton       | 1855-1857                       | Maine          | Opoziționist                  |
| James Knox              | 1853-1855                       | Illinois       | Whig                          |
| James Knox              | 1855-1857                       | Illinois       | Opoziționist                  |
| Samuel Knox             | 1864-1865                       | Missouri       | Unionist Necondițional        |
| Victor A. Knox          | 1953-1965                       | Michigan       | Republican                    |
| William S. Knox         | 1895-1903                       | Massachusetts  | Republican                    |
| Coya Knutson            | 1955-1959                       | Minnesota      | Democrat-Țărănist-Muncitoresc |
| Harold Knutson          | 1917-1949                       | Minnesota      | Republican                    |
| Ed Koch                 | 1969-1977                       | New York       | Democrat                      |
| Leo Kocialkowski        | 1933-1943                       | Illinois       | Democrat                      |
| Raymond P. Kogovsek     | 1979-1985                       | Colorado       | Democrat                      |
| Jim Kolbe               | 1985-2007                       | Arizona        | Republican                    |
| Joseph P. Kolter        | 1983-1993                       | Pennsylvania   | Democrat                      |
| George Konig            | 1911-1913                       | Maryland       | Democrat                      |
| Ernie Konnyu            | 1987-1989                       | California     | Republican                    |
| Thomas F. Konop         | 1911-1917                       | Wisconsin      | Democrat                      |
| William Henry Koontz    | 1866-1869                       | Pennsylvania   | Republican                    |
| Michael J. Kopetski     | 1991-1995                       | Oregon         | Democrat                      |
| Arthur W. Kopp          | 1909-1913                       | Wisconsin      | Republican                    |
| William F. Kopp         | 1921-1933                       | Iowa           | Republican                    |
| Herman P. Kopplemann    | 1933-1939, 1941-1943, 1945-1947 | Connecticut    | Democrat                      |
| Charles A. Korbly       | 1909-1915                       | Indiana        | Democrat                      |
| Franklin F. Korell      | 1927-1931                       | Oregon         | Republican                    |
| Horace R. Kornegay      | 1961-1969                       | North Carolina | Democrat                      |
| Peter H. Kostmayer      | 1977-1981, 1983-1993            | Pennsylvania   | Democrat                      |
| Frank Kowalski          | 1959-1963                       | Connecticut    | Democrat                      |
| Charles Kramer          | 1933-1943                       | California     | Democrat                      |
| Ken Kramer              | 1979-1987                       | Colorado       | Republican                    |
| Milton Kraus            | 1917-1923                       | Indiana        | Republican                    |
| Jacob Krebs             | 1826-1827                       | Pennsylvania   | Democrat                      |
| John H. Krebs           | 1975-1979                       | California     | Democrat                      |
| Paul J. Krebs           | 1965-1967                       | New Jersey     | Democrat                      |
| Aaron S. Kreider        | 1913-1923                       | Pennsylvania   | Republican                    |
| Mike Kreidler           | 1993-1995                       | Washington     | Democrat                      |
| George Kremer           | 1823-1825                       | Pennsylvania   | Democrat-Republican           |
| George Kremer           | 1825-1829                       | Pennsylvania   | Democrat                      |
| George F. Kribbs        | 1891-1895                       | Pennsylvania   | Democrat                      |
| John Kronmiller         | 1909-1911                       | Maryland       | Republican                    |
| Bob Krueger             | 1975-1979                       | Texas          | Democrat                      |
| Otto Krueger            | 1953-1959                       | North Dakota   | Republican                    |
| Edward H. Kruse         | 1949-1951                       | Indiana        | Democrat                      |
| Joseph H. Kuhns         | 1851-1853                       | Pennsylvania   | Whig                          |
| Monroe Henry Kulp       | 1895-1899                       | Pennsylvania   | Republican                    |
| Jacob M. Kunkel         | 1857-1861                       | Maryland       | Democrat                      |
| John Christian Kunkel   | 1855-1857                       | Pennsylvania   | Opoziționist                  |
| John Christian Kunkel   | 1857-1859                       | Pennsylvania   | Republican                    |
| John Crain Kunkel       | 1939-1951, 1961-1966            | Pennsylvania   | Republican                    |
| Stanley H. Kunz         | 1921-1931, 1932-1933            | Illinois       | Democrat                      |
| Theodore R. Kupferman   | 1966-1969                       | New York       | Republican                    |
| J. Banks Kurtz          | 1923-1935                       | Pennsylvania   | Republican                    |
| William H. Kurtz        | 1851-1855                       | Pennsylvania   | Democrat                      |
| Gustav Küstermann       | 1907-1911                       | Wisconsin      | Republican                    |
| Andrew J. Kuykendall    | 1865-1867                       | Illinois       | Republican                    |
| Dan Kuykendall          | 1967-1975                       | Tennessee      | Republican                    |
| Steven T. Kuykendall    | 1999-2001                       | California     | Republican                    |
| Ole J. Kvale            | 1923-1929                       | Minnesota      | Țărănist-Muncitoresc          |
| Paul John Kvale         | 1929-1939                       | Minnesota      | Țărănist-Muncitoresc          |
| John Henry Kyl          | 1959-1965, 1967-1973            | Iowa           | Republican                    |
| Jon Kyl                 | 1987-1995                       | Arizona        | Republican                    |
| John Kyle               | 1891-1897                       | Mississippi    | Democrat                      |
| Thomas B. Kyle          | 1901-1905                       | Ohio           | Republican                    |
| Peter N. Kyros          | 1967-1975                       | Maine          | Democrat                      |